# Fischeria bicolor
Fischeria bicolor är en tvåvingeart som beskrevs av Robineau-desvoidy 1830. Fischeria bicolor ingår i släktet Fischeria och familjen parasitflugor. Inga underarter finns listade i Catalogue of Life.